# Bílá smrt
Bílá smrt je hora v Jizerských horách, ležící na hřbetu Holubník - Černá hora, asi 200 m východně od sedla Holubníku, v katastru města Hejnice. Je pojmenovaná podle nedalekého pomníčku na památku pošetilé sáňkařské výpravy tří pánů z roku 1909. Bílá smrt není zakreslena na většině map a nebývá ani zařazena do seznamů jizerskohorských tisícovek, nicméně podle autorů projektu Tisícovky Čech, Moravy a Slezska jde o tzv. vedlejší vrchol Černé hory.

## Přístup
Vrcholová skála se nachází u červeně značené cesty z turistického rozcestníku Holubník (sedlo) na Holubník. Trasa z Bedřichova měří 9 km s převýšením přes 300 metrů. Cesta z Ferdinandova měří jen 5,5 km, ale má téměř dvojnásobné převýšení – asi 600 metrů.

## Pomníček
Pomníček Bílá smrt se nachází necelých 100 m severně od sedla Holubníku. Na dřevěném sloupu tu visí malovaný obrázek, připomínající pošetilou sáňkařskou výpravu tří pánů - veletlustého hostinského z libereckého Radničního sklepa Arzböcka, obchodníka s šatstvem Mrase a kapelníka plukovní hudby Pochmanna. Ti se odpoledne dne 19. února 1909 vydali pěšky z Liberce do Kristiánova, kde se řádně a dlouho posilňovali. Za setmění začali rozjaření pánové stoupat z Kristiánova do sedla Holubníku, odkud chtěli sjet na saních do Ferdinandova. Na cestě je ale zastihla prudká sněhová bouře a nedaleko sedla Holubníku ztratili sněhem zavátou cestu. Tlustý hostinský se bořil do hlubokého sněhu a nebyl schopen pokračovat dál. Sestavili proto troje saně, pana hostinského na ně posadili, zabalili ho do kabátů a sami dva vyrazili pro pomoc. Několik hodin bloudili severním úbočím Hejnického hřebene až před půlnocí konečně doklopýtali do Ferdinandova, kde sehnali pomoc. Hluboké stopy, které ještě nestihl sníh zasypat, je dovedly zpátky k panu hostinskému, který je prý očekával dosud čile a s myslí nezkormoucenou. Společnými silami ho dotáhli na Štolpišskou silnici, kde už na ně čekal kůň, který je dovezl dolů do Ferdinandova.

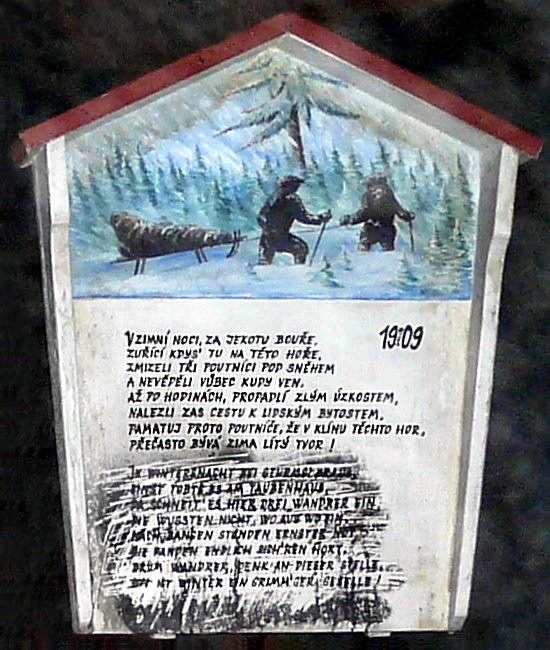
Pomníček „Bílá smrt“ (foceno přesně 100 let po nebezpečném zážitku)

Malovaný pomníček obsahuje veršované líčení této události:
V zimní noci za jekotu bouře,
zuřící kdys tu, na této hoře,
zmizeli tři poutníci pod sněhem
a nevěděli vůbec, kudy ven.
Až po hodinách, propadlí zlým úzkostem,
nalezli zas cestu k lidským bytostem.
Pamatuj proto, poutníče, že v klínu těchto hor,
přečasto bývá zima lítý tvor!